# コント山口君と竹田君
コント山口君と竹田君（コントやまぐちくんとたけだくん）は、日本のお笑いコンビ。出囃子は『山口さんちのツトム君』。
三木プロダクション、山口弘和が代表を務めていたプライムワンを経て、有限会社トムプロダクションに所属している。

## プロフィール

### 山口 弘和（やまぐち ひろかず、山口君）
1956年11月23日生まれ、埼玉県出身。立正大学中退。
- 本名同じ。事務所の公式サイトでは、コンビとしての芸名は「山口君」、個人の芸名は「山口ひろかず」を経て「山口弘和」としている。
- 趣味はサッカー、特技は卓球[2]。
- 1976年にポール牧の付き人となる[1]。
- 1980年に幼馴染みと組んだMr.ポテトというコンビでデビューしたが、翌年に解散[1]。
- 芸能プロダクション「プライムワン」を設立し、代表を務めていた。
- 三木プロダクションの運営するタレント声優養成所の校長を務める。
- 2019年5月より漫才協会常務理事。

### 竹田 高利（たけだ たかとし、竹田君）
1957年1月22日生まれ、東京都出身。
- 本名同じ[3]。事務所の公式サイトでは、コンビとしての芸名は「竹田君」、個人の芸名は本名としている。
- 高校卒業後、秋葉原の電器店に勤務[3]。
- 趣味はウォーキング・低い山登り、特技は汗[2]。
- 妻の美起子とともに旅番組のレポーターなどで活動。
- 相方の山口と比べ単独でのテレビドラマ出演が多く、1993年にはNHK大河ドラマ『炎立つ』にレギュラー出演した。その際、「タカトシ号」という馬に乗って撮影に臨んだ。

## 来歴・人物
もともとは新宿のストリップ劇場で、集団によるコントを演じていた。他のメンバーがどんどん辞めていき、最後に残ったのが山口と竹田だけだった。
1982年にコンビを結成し、翌年の1983年にデビュー。1984年、『お笑いスター誕生!!第3回オープントーナメントサバイバルシリーズ』（日本テレビ）に初出場。2回戦、準決勝と100点満点を達成。100点満点は史上初で、以後も松竹梅しか達成していない。そのままの勢いで優勝、見事100万円を獲得した。
以後は数々のテレビ番組に出演するようになり、人気も急上昇。1985年には「打倒・笑っていいとも!」として企画され、裏番組で放送された冠番組『コント山口君と竹田君のおじゃまします』（TBSテレビ）が立ち上がったが、視聴率が振るわず、わずか1ヶ月半で打ち切られた。その後は演芸番組やドラマにも出演、ピンでの活動も増えた。
くりぃむしちゅーは元付き人で弟子。また、彼らの旧コンビ名である「海砂利水魚」の名付け親でもある。
1986年頃、三谷幸喜が座付作家を務めていたことがある。
2013年に漫才協会に入会し、さらに2022年4月には落語芸術協会に入会した。漫才協会では正式には「真打ち」（公演の主任を務める資格がある身分）にはなっていないものの、公演の主任を務めるほか、同協会の幹部にも就任している。また、落語芸術協会にも加入したことで、同協会の寄席での定席興行へ出演できるようになった。

## 芸風
最初に竹田が登場し「竹田高利、○歳、くらい!（年齢はコントの内容によって変わる）」と宣言し笑いをとると、山口がのっそりと現れて本編に入る。この際、自分が登場したときに拍手がないと、竹田に「お前だけ拍手がもらえていいな」と観客に間接的に拍手を要求する。
一本気な竹田が、山口にのらりくらりと振り回されるコントが多い（逆に竹田が山口を振り回すコントもある）。徐々に汗だくになっていく竹田を山口があげつらってひと笑い取ることもある。最後に竹田がブチ切れ、山口があっさりと「終わりです」と言って幕を閉じるパターンが多い。

## 出演

### テレビドラマ
- ただいま絶好調!（1985年、テレビ朝日） - 朝：山口、松：竹田
- 月曜ワイド劇場「ときめきキラリ! 女は結婚上手!」（1986年、テレビ朝日系 / PDS）
- 水戸黄門（TBSテレビ）
  - 第16部 第16話「おとぼけ駕籠屋幽霊騒動 -鳥取-」（1986年） - 山吉：山口、竹三：竹田
  - 第19部 第25話（1990年） - 熊：山口、虎吉：竹田
  - 第22部 第34話（1994年） - 寅：山口、熊：竹田
  - 第23部
    - 第9話（1994年） - 助若：竹田のみ
    - 第32話（1995年） - 宇佐次：山口、亀吉：竹田

  - 第24部 第20話（1996年） - 山吉：山口、竹三：竹田
- SF氏の不思議なトリップ（1987年2月8日、北海道放送）
- 江戸を斬るVII 第19話（1987年、TBSテレビ） - 山吉：山口、竹造：竹田
- 傑作時代劇 「かあちゃん 男女六人、一軒長屋の肝っ玉母賛歌」（1987年、テレビ朝日）
- 土曜スーパースペシャル「CAT'S EYE キャッツ・アイ ミッドナイトは恋のアバンチュール」（1988年、日本テレビ）
- 翔んでる!平賀源内（1989年、TBSテレビ） - 熊：山口、虎：竹田
- 火曜スーパーワイド「なんでも屋繁盛記」（1989年、朝日放送） - 山口のみ
- 明日はアタシの風が吹く（1989年、日本テレビ）
- 世にも奇妙な物語（フジテレビ）
  - 「闇の精霊たち」（1990年） - 竹田のみ
  - 「帰れない」（1991年） - 山口のみ
- 火曜サスペンス劇場「六月の花嫁4 新婚〜団地妻殺人事件」（1990年、日本テレビ） - 山口のみ
- 結婚したい男たち（1991年、TBSテレビ） - 竹田のみ
- 不思議サスペンス「骨・しゃれこうべ」（1991年、テレビ神奈川 / アズバーズ） - 竹田のみ
- 炎立つ・第一部（1993年、NHK） - 竹田のみ
- 僕が彼女に、借金をした理由。 第2話（1994年、TBSテレビ） - 竹田のみ
- 私は貝になりたい（1994年、TBSテレビ） - 立石上等兵：竹田のみ
- 金曜エンタテイメント（フジテレビ）
  - 「生保レディ刑事」（1998年） - 竹田のみ
  - 「温泉名物女将!湯の町事件簿2〜連続殺人をめぐる人間模様」（2002年） - 竹田のみ
  - 「温泉名物女将!湯の町事件簿3」（2003年）
  - 「温泉名物女将!湯の町事件簿4〜相次ぐ警官殺しの裏には悲しい母娘の愛憎劇」（2003年）
  - 「西村京太郎傑作サスペンス キャリア探偵日菜子の調査ファイル」（2003年） - 竹田のみ
  - 「温泉名物女将!湯の町事件簿5〜能登・輪島の伝統に忍び寄る黒い影」（2004年） - 竹田のみ
- 旬が好き! 第45話（2002年、フジテレビ） - 竹田のみ
- 土曜ワイド劇場「警視庁女性捜査班3・ダブルストーカー殺人」（2003年、朝日放送） - 竹田のみ
- 嬢王 第10話（2005年、テレビ東京） - 竹田のみ
- 生物彗星WoO 第9 - 11話（2006年、NHKデジタル衛星ハイビジョン） - 竹田のみ
- ママの神様（2008年、TBSテレビ） - 竹田のみ
- ありがとう!チャンピイ〜日本初の盲導犬誕生物語〜（2008年、フジテレビ） - 山口のみ
- まっつぐ〜鎌倉河岸捕物控〜 第10話（2010年7月、NHK総合） - 竹田のみ
- 月曜ゴールデン「税務調査官・窓際太郎の事件簿21」（2010年11月、TBSテレビ） - 竹田のみ
- 幻夜 第1話（2010年11月、WOWOW） - 山口のみ
- お笑い演芸館 人情喜劇 亀戸駅裏旅館〜さようなら番頭さん〜（2017年、BS朝日）

### 映画
- 熱海殺人事件（1986年6月7日公開、ジョイパックフィルム） - 大山次郎 役（竹田のみ）
- 竹取物語（1987年9月26日公開、東宝） - 彫金師 役（山口のみ）
- 孔雀王（1988年12月10日公開、東宝東和） ｰ 刑事 役
- おこげ（1992年10月10日公開、東京テアトル） - 露木 役（竹田のみ）
- シベリア超特急2（2001年1月13日公開、アルゴ・ピクチャーズ） -  佐伯大尉 役（竹田のみ）
- 大地の詩 -留岡幸助物語-（2011年4月9日公開、現代ぷろだくしょん）

### レギュラー番組
- コント山口君と竹田君のおじゃまします（1985年9月 - 11月、TBSテレビ） - メイン司会
- ときめき放送局・火曜 ストリートライフ'87 コント山口君と竹田君（1987年4月 - 1988年2月、ラジオ日本） - パーソナリティ[10]
- 輝け!!人気スターチーム対抗大合戦!（日本テレビ、正月特番） - 1987年から1989年（最後の放送）まで紅白のキャプテンを担当（山口は紅、竹田は白）
- ミュージックキャラバン（ - 2002年9月、TBSラジオ、公開放送） - 司会（山口のみ）
- スーパーJチャンネル（テレビ朝日） - 水曜18:00台ローカル枠「暮らしの達人」レポーター

### CM
- トーヨーサッシ スマイニー（1986年）
- 郵便局「郵便小包」など（1980年代）

## 受賞歴
- 1983年 - 『お笑いスター誕生!!』第3回オープントーナメントサバイバルシリーズ優勝
- 1984年 - 第22回ゴールデン・アロー賞新人賞（芸能）[2]
- 1985年 - 第5回花王名人大賞新人賞
- 1986年 - 第6回花王名人大賞名人賞、第14回日本放送演芸大賞最優秀ホープ賞[2]
- 1987年 - 第7回花王名人大賞名人賞